# 알폰소 8세
알폰소 8세 (Alfonso VIII, 1155년 11월 11일 – 1214년 10월 5일)는 고귀왕 (El Noble) 혹은 라스 나바스의 승리자 (el de las Navas),로 불렸던 카스티야의 국왕이자 톨레도의 국왕으로 1158년부터 즉위했었다. 1195년 알모하드 왕조로부터 알라르코스에서 대패를 당한 뒤, 그는 기독교 군주 및 외국의 십자군 연합군을 이끌고 1212년 라스 나바스 데 톨로사 전투에서 알모하드 세력을 무너트렸으며 이는 이베리아반도에 대한 기독교 세력의 우위가 도래했음을 알려주는 사건이었다.
그의 재위 때 카스티야의 레온 지배가 벌어졌으며, 아라곤과의 동맹을 통해 그는 기독교 이베리아 왕국의 두 세력 간의 가까운 관계를 구축했다.

## 섭정과 내전
알폰소는 1155년 11월 11일 소리아에서 카스티야의 산초 3세와 카스티야 왕비 나라바의 블랑카의 아들로 태어났다. 그는 왕국을 아들들에게 나눠준, 조부인 레온과 카스티야의 국왕 알폰소 7세에서 이름이 붙여졌다. 조부의 분할은 알폰소 8세의 손자인 카스티야의 페르난도 3세가 왕국을 재통합시킬 때까지 가족 간의 분쟁의 무대를 조성하였다.
그의 초기 생애는 다른 중세 유럽의 왕들과 유사했다. 그의 아버지가 1158년에 사망하면서 겨우 두 살이라는 나이에 왕으로 선포되었으나, 알폰소는 미성년의 왕은 다루기 쉽다고 여긴 제멋대로 하는 귀족들로 인해 겨우 명목상의 왕으로 취급을 받았다. 곧장, 카스티야는 불가피한 섭정 기간에 우위를 두고 경쟁하던 여러 귀족 가문들 간의 분쟁의 수렁에 빠지고 말았다. 안장의 안장머리에 그를 싣고 산 에스테반 데 고르마스 요새로 데려온 알폰소 가문의 종자의 헌신이 세력 간의 다툼에 그가 빠지는 것을 구하였다. 라라 가문과 카스트로 가문 등의 귀족 가문들은 어린 왕의 숙부인 레온의 페르난도 2세가 그랬던 것처럼 섭정권을 주장하였다. 1159년에 어린 알폰소는 가르시아 가르세스 데 아사의 잠시 보호 하에 있었지만, 그는 그를 지지할 만큼 부유하지는 않았다. 1160년 3월에 카스트로 가문과 라라 가문은 로브레갈 전투에서 충돌했고 카스트로 가문이 승자가 되었으나, 알폰소에 대한 후견인 지위와 섭정권은 만리크 페레스 데 라라에게 넘어갔다.
알폰소는 아빌라라고 하는 충성심 많은 마을의 보호 하에 있었다. 겨우 열다섯 살이라는 나이에 그는 왕국의 질서를 회복하기 시작하였다. 그는 기습을 통해 수도 톨레도를 라라 가문에서 찾아오기도 했다.

## 혼인 및 외국과 관계
섭정 기간, 숙부인 나바라의 산초 6세는 이 혼란과 미성년의 왕을 이용하였 라리오하의 다수를 포함해 국경을 따라 영토들을 차지하였다. 1170년에, 알폰소는 잉글랜드의 헨리 2세와 아키텐의 엘레오노르 등이 있는 보르도로 사절단을 보내어 딸인 레오노르에 대한 혼담을 하였다. 이 둘의 혼인 조약은 알폰소에게 숙부에 대항할 강력한 동맹을 마련하는 데 도움을 줬다. 1176년에, 알폰소는 장인에게 분쟁에 놓인 국경 지역들을 중재해달라는 요청을 하였다. 알폰소는 그에게서 빼앗겼던 많은 것을 되찾았지만, 상당한 금전적 보상을 지불해야 했다.
1186년, 그는 나바라 왕국으로부터 라리오하의 일부를 탈환했다.
1187년, 알폰소는 신성 로마 황제 프리드리히 1세와 협상에 나서, 그의 아들 콘라트를 자신의 장녀이자 후계자인 카스티야의 베렌겔라와 혼인시키려 하였다. 1188년 4월, 이들은 젤리겐슈타트에서 협약을 맺으며, 알폰소의 아들이 없을 경우에 베렌겔라가 카스티야의 후계자가 된다는 것과 콘라트는 그녀의 배우자로서 공동 통치만을 할 것을 분명히 하였다. 이 협약은 콘라드와의 결혼이 결코 이뤄지지 않고 이후에 무효화되었음에도 불구하고, 그녀가 결국 왕위를 계승하는 데 있어 유의미한 요소가 되었다. 또한 카스티야의 군주와 귀족 간의 전통적 권리와 의무 조항들을 기록하였다. 1188년 7월, 알폰소는 귀족들이 이 협약을 검토하고 재가하기 위해 카리온데로스콘데스에서 궁정 회의를 소집했다. 궁정 회의에서, 알폰소는 콘라트와, 결국에는 베렌겔라와 혼인하게 되는 레온의 알폰소 9세 두 명에게 기사 작위를 내려주었다. 레온의 알폰소는 사촌으로부터 자신의 레온 왕위 승계에 대한 지원과 인정을 바라고 온 것이었다. 카스티야의 알폰소는 카스티야 국왕이 레온 국왕에 대한 주군임을 인정하는 대가로 인정하였다.
알폰소와 그의 사촌들 사이의 관계는 계속해서 갈등으로 얼룩져 있었다. 1194년, 교황 특사가 이 분쟁을 일시적으로 끝내기 위해 이들 간의 협상에 착수했다. 허나, 카스티야가 알라르코스 전투에서 패하자, 레온의 알폰소는 친척을 다시 공격할 기회로 삼았다. 카스티야는 교황청의 지지와 함께 막아냈다. 카스티야의 알폰소의 딸 베렌겔라가 1197년에 레온의 알폰소와 혼인을 하며 조금 더 지속적인 평화가 마침내 이루어졌다. 교황의 이 결혼 무효 조치가 레온의 알폰소가 1204년에 다시 친척을 공격하게 했으나, 1205년, 1207년, 1209년에 조약이 맺어지며 각 조약 때마다 그에게 추가적인 영토와 권리를 양보하도록 강요했다. 1207년 조약은 카스티야 방언으로 된 현존하는 첫 공공 문서이다.
1200년 무렵 처남인 존이 잉글랜드 왕위에 있었을 때, 알폰소는  결혼 조약에 포함되어 있지는 않았으나 레오노르의 지참금으로서 가스코뉴를 주장하기 시작하였다. 1205년, 그는 자신의 주장을 실현하기를 바라며 침입하였다. 1208년경, 원정을 포기하였으나, 그의 후계자들은 수 세대 이후에도 이 권리를 되찾으러 왔다.

## 레콩키스타
1174년, 그는 우클레스를 산티아고 기사단에 양도하였고 그 뒤로 우클레스는 기사단의 본거지가 되었다. 우클레스에서, 그는 군사 작전에 착수하여 1177년 쿠엔카 정복이라는 성과를 이끌어냈다. 쿠엔카는 성 마테오의 축일인 9월 21일에 항복했는데, 이때부터 쿠엔카의 시민들에게 기념되고 있다.
알폰소는 알모하드 칼리파국에 대항하여 나바라, 레온, 포르투갈, 아라곤 등 이베리아반도의 모든 기독교 국가들과 동맹을 맺을 계획을 세웠다. 카솔라 조약을 통해, 각 왕국들의 팽창 범위가 정해졌다.
1186년에 플라센시아 (카세레스도)를 세우고 난 뒤, 그는 카스티야 귀족들을 레콩키스타 중심으로 결집시키기 위한 대규모 계획을 추진했다.
1195년, 알모하드 왕조와 조약이 깨지고 나서, 그는 당시 이 지역 내 카스티야의 주요 도시였던 과디아나강의 알라르코스 방어에 나섰다. 이후 벌어진 알라르코스 전투에서, 그는 칼리프 야쿱 알만수르에게 대패하였다. 알모하드가 주변 지역을 다시 점령하는 과정이 신속하게 시작되었으며, 먼저 칼라트라바가 함락되었다. 다음 17년간, 무어와 카스티야 간의 국경이 톨레도 바로 앞의 고원 지대로 고정되었다.
마침내, 1212년에, 교황 인노첸시오 3세의 중재를 통해, 알모하드에 대한 십자군이 소집되었다. 알폰소 휘하의 카스티야군, 페드로 2세 휘하의 아라곤 및 카탈루냐군, 산초 7세 휘하의 나바라군, 나르본 대주교 아르노 아말릭 휘하의 프랑크군 등 모두가 모여들었다. 기사단들도 지원을 해주었다. 맨 처음에는 칼라트라바, 그 다음은 알라르코스, 마침내 베나벤테가 점령되었으며 7월 16일 산타엘레나 인근 라스 나바스 데 톨로사에서 최종 전투가 벌어졌다. 칼리프 무함마드 알나시르는 패퇴했고 알모하드 세력이 무너졌다.

## 문화적 유산
알폰소는 최초의 스페인 대학교인 팔렌시아의 '스타디움 제네랄레'의 설립자이나, 대학은 그의 사후에도 계속 운영되는 못하였다. 그의 궁정은 또한 스페인의 문화적 성취를 위한 중요한 기구로서 역할을 했다. 알폰소와 그의 아내인 잉글랜드의 레오노르는 세고비아의 알카사르가 초기 단계에 있었을 거주지로서 처음 삼았다.
알폰소는 구티에레무뇨스에서 사망했고 그의 아들 엔리케 1세가 왕위를 이어받았다.
알폰소는 리온 포이히트방거의 소설l '디 위딘 폰 톨레도' (톨레도의 유대인 여인) 주제로, 스페인이 관용의 땅이자 유대인, 기독교인, 무슬림 등에게 배움의 땅이로 알려져 있을 당시인 중세 톨레도에서 유대인 대상과의 관계가 서술되어 있다. 소설에서 주인공 유대인 여성은 알폰소의 연인 라헬 라 페르모사를 배경으로 하고 있다. 학자들은 이 관계의 역사적 사실에 대한 논쟁을 이어가고 있다. '프란츠 회블링'의 1919년 영화 '톨레도의 유대 여인' 역시도 이 관계를 기반으로 하고 있다.

## 자녀
잉글랜드의 레오노르 사이에서, 알폰소는 자녀 11명을 두었다:
| 이름     | 출생                         | 사망                                        | 비고 |
| -------- | ---------------------------- | ------------------------------------------- | --- |
| 베렌겔라 | 1180년 1월/6월 1일, 부르고스 | 1246년 11월 8일, 부르고스 인근 라스우엘가스 | 1188년 4월 23일 젤리겐슈타트에서 슈바벤의 콘라트 2세 공작과 처음 혼인했으나, 결혼 (조약에 의한 것이었고 실제 식이 치러지지는 않음)은 이후 무효화되었다. 1197년 12월 1일/16일 사이 바야돌리드에서 레온의 알폰소 9세 국왕과 결혼하였다. 이들의 혼인은 1204년 혈족 간의 근친이라는 사유로 무효화된 뒤, 그녀는 고향으로 돌아와 어린 동생 엔리케 1세의 섭정이 되었다. 1217년 엔리케 1세가 죽은 뒤 카스티야의 여왕이라는 권한은 그녀의 아들 카스티야의 페르난도 3세를 위해 곧장 양위되었다. |
| 산초     | 1181년 4월 5일, 부르고스     | 1181년 7월 26일                             | 태어난 이래로 왕위 계승자, 세 달 만에 사망. |
| 산차     | 1182년 3월 20일/28일         | 1184년 2월 3일/ 1185년 10월 16일            | 유아기에 사망. |
| 엔리크   | 1184년                       | 1184?년                                     | 태어난 이래로 왕위 계승자, 태어난 직후 또는 유아기 때 사망. 그의 존재는 일부 출처들에서 논란이 있다. |
| 우라카   | 1186/1187년 5월 28일         | 1220년 11월 3일, 코임브라                   | 포르투갈의 아폰수 2세의 왕비 |
| 블랑카   | 1188년 3월 4일,팔렌시아      | 1252년 11월 27일, 파리                      | 프랑스의 루이 8세와 혼인 |
| 페르난도 | 1189년 9월 29일, 쿠엥카      | 1211년 10월 14일, 마드리드                  | 태어난 이래로 왕위 계승자. 아세보의 디에고와 미래의 성 도미니코가 그를 대신하여 신부를 데리러 1203년 덴마크에 갔었다. 페르난도는 무슬림과의 전투에서 산비센테 산맥을 거쳐 돌아오던 중에 열병에 걸려 사망했다. |
| 마팔다   | 1191년, 플라센시아           | 1204년, 살라망카                            | 1204년에 레온의 알폰소 9세의 장자이자 그의 누이의 양아들이기도 한 인판테 페르난도와 약혼을 했다. |
| 레오노르 | 1200년                       | 1244년, 라스후엘가스                        | 1221년 2월 6일 아라곤의 하이메 1세와 아그레다에서 혼인. |
| 콘스탄체 | 1202년경                     | 1243년 라스후엘가스                         | 1217년 라스우엘가스의 산타 마리아 라 레알 시토 수도원의 수녀가 된 그녀는 라스우엘가스의 성녀로 알려졌는데, 이 칭호는 이 수도원에 입교한 후대의 왕실 사람들에게 전해 내려졌다. |
| 엔리케   | 1204년 4월 14일, 바야돌리드  | 1217년 6월 6일, 팔렌시아                    | 유일하게 장성한 아들로, 10살의 나이인 1214년에 처음에는 어머니 이후에는 누이의 섭정을 받으며 아버지의 왕위를 이어받았다. 그는 지붕에서 떨어진 타일에 맞아 사망하였다. |

딸들인 베렌겔라와 블랑카를 통해 그는 로마 가톨릭교회의 성인으로 시성된 두 명의 군주]]의 조부가 되었다.

## 참고 문헌
- Linehan, Peter (2011). 《Spain, 1157–1300: A Partible Inheritance》. Blackwell Publishing Ltd.
- Gómez, Miguel; Lincoln, Kyle C.; Smith, Damian (2018). 《King Alfonso VIII of Castile. Government, Family, and War》. Fordham University Press. ISBN 978-0823284146.
- Marrache, Abraham S. (2009). 《La Historia de Fermosa, la amante de Alfonso VIII》. Madrid: Hebraica Ediciones.
- Osma, Juan (1997). 〈Chronica latina regum Castellae〉.   Brea, Luis Charlo. 《Chronica Hispana Saeculi XIII》. Turnhout: Brepols.
- Pérez Monzón, Olga (2002). “Iconografía y poder real en Castilla: las imágenes de Alfonso VIII”. 《Anuario del Departamento de Historia y Teoría del Arte》 (스페인어) (Universidad Autónoma de Madrid) XIV: 19–41. ISSN 1130-5517.
- Rogers, Clifford J. (2010). 《The Oxford Encyclopedia of Medieval Warfare and Military Technology: Vol. 1》. Oxford University Press. ISBN 978-0195334036.
- Roth, Norman (1994). 《Muslims in Medieval Spain: Cooperation and Conflict》. Brill.
- Shadis, Miriam (2010). 《Berenguela of Castile (1180–1246) and Political Women in the High Middle Ages》. Palgrave Macmillan. ISBN 978-0-312-23473-7.
- Túy, Lucas (2003).  Rey, Emma Falque, 편집. 《Chronicon mundi》. Turnhout: Brepols.
- Vann, Theresa M. (2003). 〈Alfonso VIII, King of Castile〉.   Gerli, E. Michael. 《Medieval Iberia: An Encyclopedia》. Routledge.
- Vicaire, M.-H. (1938). 〈Une ambassade dans les Marches〉.   Mandonnet, Pierre. 《Saint Dominique: l'idée, l'homme et l'oeuvre Vol. 1》. Paris: Desclée De Brouwer.
- Wright, Roger (2000). 《El tratado de Cabreros (1206): estudio sociofilológico de una reforma ortográfica》. London: Queen Mary and Westfield College.
- Costa, Ricardo da. "Love and Crime, Chastisement and Redemption in Glory in the Crusade of Reconquest: Alfonso VIII of Castile in the battles of Alarcos (1195) and Las Navas de Tolosa (1212)". In: Oliveria, Marco A. M. de (org.). Guerras e Imigrações. Campo Grande: Editora da UFMS, 2004, pp. 73–94 ISBN 85-7613-023-8.

| 알폰소 8세 보르고냐 이브레아가 이브레아가의 방계 가문출생: 1155년 11월 11일 사망: 1214년 10월 5일 |                               |                 |
| 작위                                                                                              |                               |                 |
| 이전 산초 3세                                                                                     | 카스티야의 국왕 1158년–1214년 | 이후 엔리케 1세 |